# Rangierbahnhof Hainholz
Der Rangierbahnhof Hainholz, auch Rangierbahnhof und Ortsgüterbahnhof Hainholz genannt, war ein im 19. Jahrhundert im heutigen Stadtteil Hainholz in Hannover in Betrieb genommener Rangierbahnhof. Heute durchfährt die S-Bahn Hannover das Gelände, die weiteren vorhandenen Gleise werden vor allem als Abstellgleise verwendet.

## Geschichte und Beschreibung

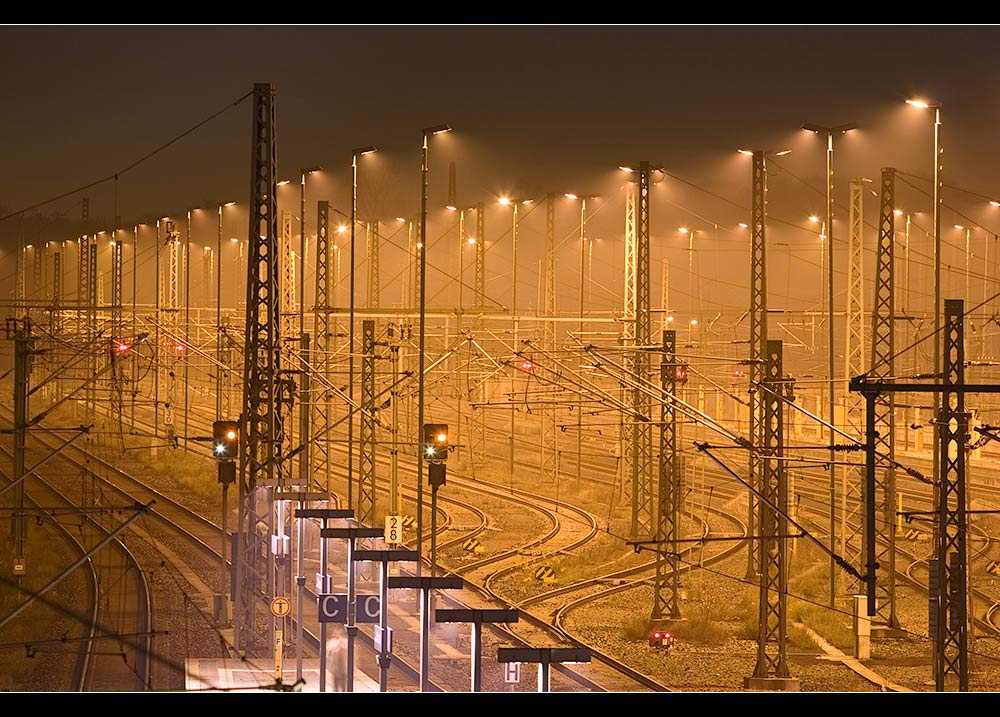
Rangiergleise am Ende des für die hannoversche S-Bahn angelegten Personenbahnhofs Hannover-Nordstadt

Im Zusammenhang mit dem Neubau des seinerzeitigen hannoverschen Centralbahnhofes und eines Anbaues des dortigen Verwaltungsgebäudes der Eisenbahndirektion Hannover entstand der Rangierbahnhof und Ortsgüterbahnhof Hainholz auf Beschluss des Preußischen Herrenhauses zu Lasten der Eisenbahn-Anleihe von 1868. Zeitgleich sollte zudem ein Polygonaler Lokomotivschuppen errichtet werden. Der ab 1868 im hannoverschen Stadtteil Hainholz als technische Betriebseinrichtung in Betrieb genommene Rangierbahnhof war anfänglich mit einer kleinen Güterempfangs- und Versandstation ausgestattet worden.
Auf dem Gelände des Ortsgüterbahnhofs entstand der 1997 eröffnete Bahnhof Hannover-Nordstadt.